# Вины
Вины — деревня в Крестецком районе Новгородской области России, входит в состав Усть-Волмского сельского поселения.
Население — 130 чел. (2007 год). С 2005 по 2010 годы деревня входила в Винское сельское поселение

## Географическое положение
Деревня Вины находится на левом берегу реки Винка. Через населённый пункт проходит федеральная автомагистраль «Россия» М10.

## История
Вины является древним поселением и одним из крупнейшим населённых пунктов в дореволюционном Крестецком уезде. В 1908 году здесь было 147 домов, где проживало 631 человек.
В 1868 году в деревне была построена деревянная церковь Святителя Николая Чудотворца, которая была закрыта в 1937 году и разобрана на стройматериалы в 1948 году.
В 1874 году в Винах была открыта начальная земская школа, преобразованная впоследствии в восьмилетку, которая просуществовала до 1976 года.
Во время Великой Отечественной войны в Винах базировался аэродром 6-й Воздушной армии, который охраняли зенитки. В разное время здесь действовали два госпиталя: хирургический полевой и инфекционный.
После войны в деревне стал развиваться колхоз, несколько раз менявший своё название: колхоз ОГПУ, имени Молотова, имени 20-го партсъезда, имени В. И. Ленина. В 1965 году как отделение он вошёл в состав совхоза «Крестецкий».
В Винах действует почта, библиотека (с 1912 года), Дом культуры, магазин.